# Ґрабіна (гміна Мінськ-Мазовецький)
Ґрабіна (пол. Grabina) — село в Польщі, у гміні Мінськ-Мазовецький Мінського повіту Мазовецького воєводства.
Населення — 145 осіб (2011).
У 1975-1998 роках село належало до Седлецького воєводства.

## Демографія
Демографічна структура станом на 31 березня 2011 року:
|          | Загалом | Допрацездатний вік | Працездатний вік | Постпрацездатний вік |
| -------- | ------- | ------------------ | ---------------- | -------------------- |
| Чоловіки | 68      | 10                 | 54               | 4                    |
| Жінки    | 77      | 12                 | 49               | 16                   |
| Разом    | 145     | 22                 | 103              | 20                   |